# 덴베에
덴베(일본어: 伝兵衛, でんべえ)는 에도 시대 중기에 러시아에 표류한 사람으로, 기록에 남은 최초의 일본인 표류민이다. 또한 러시아에서 일본어를 가르친 최초의 일본인이기도 하다.
오사카 태생의 덴베는 1701년 또는 1702년에 캄차카반도 근처를 표류하고 있던 것을 러시아 탐험가인 블라디미르 아틀라소프(러시아어: Владимир Васильевич Атласов)가 찾았다. 그 뒤, 상트페테르부르크로 함께 가서 차르 표트르 1세를 알현했다. 러시아에서 일본어를 처음 가르친 사람이 되었고, 러시아 정교회로 개종한 최초의 일본인이 되었다.

## 같이 보기
- 일본계 러시아인